# قشرة الجوز (رواية)
قشرة الجوز (بالإنجليزية: Nutshell) هي رواية للكاتب البريطاني إيان ماك إيوان، نشرت عام 2016.

## القصة
تعيد الرواية سرد مسرحية هاملت لوليام شكسبير، من وجهة نظر طفل لم يولد بعد، وتقع الأحداث في عام 2015.
وفي حوار أجرته معه صحيقة وول ستريت جورنال، يشرح الكاتب قائلاً أن فكرة الراوي الغير تقليدية جاءته حين كان يتحدث مع زوجة ابنه الحامل، وكانا يتحدثان عن الطفل وكان يشعر بوجود الطفل في الغرفة. وأخذ النوتة ودون بها ملاحظاته، ثم بعد تفكير عميق قفزت في ذهنه الجملة الأولى للرواية «إذاً أنا هنا، نازلاً في رحم امرأة».